# Archelao di Carcara
Archelao di Carcara (Carcara, IV secolo – ...) è stato un vescovo greco antico.
Vescovo di Carcara in Mesopotamia, rivolse dei violenti Acta disputationis Archelai cum Manete al teologo Mani.